# Mbefi
Mbefi est un village du Cameroun situé dans l’arrondissement de Bamenda IIIe, dans le département de Mezam et dans la Région du Nord-Ouest.

## Population
Lors du recensement de 2005, on a dénombré 1 421 habitants dont 710 hommes et 711 femmes.